# قطعنامه ۲۶۲ شورای امنیت
قطعنامه ۲۶۲ شورای امنیت سازمان ملل متحد که در تاریخ ۳۱ دسامبر ۱۹۶۸ تصویب شد، سندی بین‌المللی دربارهٔ وضعیت خاورمیانه است. این قطعنامه طی نشست ۱۴۶۲ام
با ۱۵ موافق،۰ مخالف و۰ ممتنع تصویب شد.